# Emerson Panta
Emerson Alvino Fernandes Panta, conhecido politicamente como Dr. Emerson Panta (Santa Rita, Paraíba, 21 de setembro de 1973) é um médico e político brasileiro, atualmente filiado ao Progressistas. Nas eleições de 2016 foi eleito prefeito de Santa Rita com a maior votação da história da cidade, e foi reeleito em 2020.

## História
Emerson Panta é médico e atualmente é prefeito do município de Santa Rita, no estado da Paraíba, cerca de 150 mil habitantes. Ele foi eleito pela primeira vez nas eleições de 2016 e reeleito em 2020, e atualmente é filiado ao Progressistas. É casado com a deputada estadual Dra. Jane Panta (Progressistas), com quem tem dois filhos.
Em 2 de outubro de 2024, o Tribunal de Justiça da Paraíba (TJPB) o condenou a cinco meses de detenção por contratar serviços de publicidade sem empenho prévio, entre fevereiro e março de 2017. A pena foi substituída por pagamento de 25 salários mínimos a uma entidade social.

## Carreira política

### Eleições municipais de 2012
Filiado ao Partido Socialista Brasileiro (PSB), foi candidato à vice-prefeito de Adones Júnior (PSB). A chapa não obteve sucesso nas urnas, e a eleição acabou sendo vencida por Reginaldo Pereira, que se tornou prefeito de Santa Rita naquele pleito.

### Eleições municipais de 2016
Na eleição de 2016, dessa vez pelo Partido da Social Democracia Brasileira (PSDB), concorreu à prefeito e foi eleito pela primeira vez para este cargo, obtendo 51.037 votos.

### Eleições municipais de 2020
Reeleito pela primeira vez, obteve 32.738 votos. Este é o seu último mandato como prefeito de Santa Rita, que acaba dia 31 de dezembro de 2024, quando o prefeito eleito Jackson (Progressistas), assumirá o cargo.